# Зета Ретикули
Зета Ретикули е бинарна звездна система намираща се на приблизително 39 светлинни години от Земята. Намира се в съзвездието Мрежичка и може да бъде видяна с невъоръжено око южно от тропиците. Състои се от две жълти джуджета.